# Chrysis scutellaris
Chrysis scutellaris  (лат.) — вид ос-блестянок из подсемейства Chrysidinae.
Европа (на север до Швеции), Северная Африка. Клептопаразиты одиночных ос
Eumenes pomiformis (Giordani Soika, 1932) из семейства Eumenidae пчёл Halictus maculatus (Berland & Bernard, 1938) из семейства Halictidae.
Длина — 6—9 мм. Грудь и голова сине-зелёные, щитик, заднещитик и задняя часть брюшка золотисто-красная. Имеют длинное опушение. Щёки книзу сходятся. По заднему краю третьего тергита имеются 4 зубца.
Выделяют два подвида:
- Chrysis scutellaris marteni  Linsenmaier, 1951
- Chrysis scutellaris scutellaris  Fabricius, 1794